# Shodō
O shodō (書道, "caminho da escritura"), também conhecido como shūji (習字, "caligrafia"), é a caligrafia japonesa.
É considerada uma arte e uma disciplina muito difícil de perfeccionar e é ensinada como uma matéria a mais às crianças japonesas durante a sua educação primária.

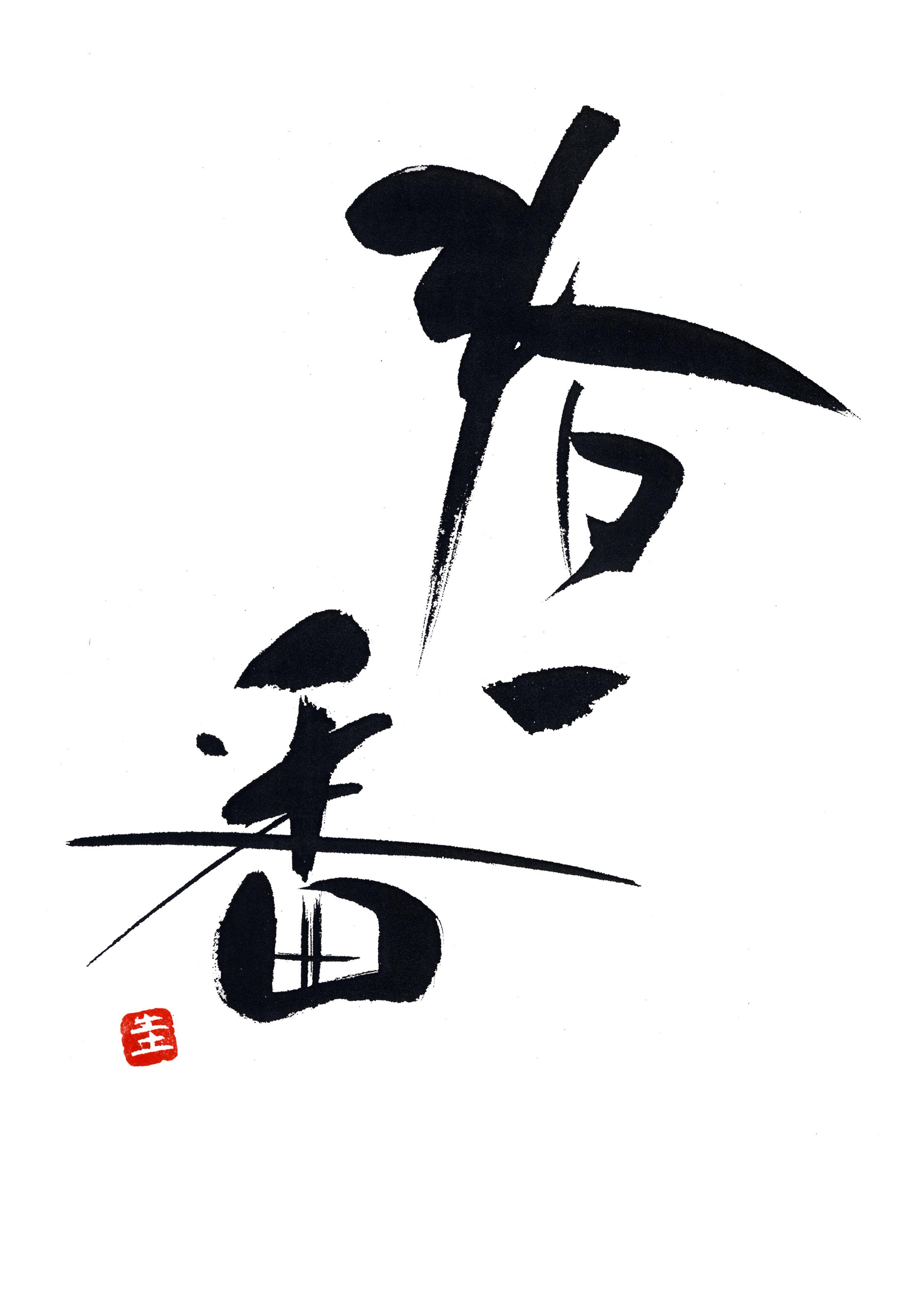
Exemplo de caligrafia contemporânea: Primeiro vento de primavera (春一番 haruichiban) por Keisui Ishikazi

Provém da caligrafia chinesa e é praticado no estilo antigo, com um pincel, um tinteiro onde se prepara a tinta nanquim, pisa-papel e uma folha de papel de arroz. Atualmente também é possível usar um fudepen, pincel portátil com depósito de tinta.
O shodō pratica a escritura dos caracteres japoneses hiragana e katakana, assim como os caracteres kanji, e os caracteres chineses (hanzi). Atualmente existem calígrafos que são contratados para a elaboração de documentos importantes.
Além de exigir alta precisão e graça pelo calígrafo, cada caractere dos kanji devem ser escritos segundo uma ordem de traços específica, o que aumenta a disciplina necessária daqueles que praticam esta arte.

## História do shodō
Os principais caracteres utilizados na prática do shodō se chamam kanji (no Japão) ou hanzi (na China). Sua origem remonta ao século I em 300 a.C., durante a dinastia Yin. Entretanto, os caracteres sofreram várias modificações ao longo do tempo, sendo as principais:
- 221 a.C. - Dinastia Shang: reforma da escrita em escala nacional.
- 206 a.C. - 220 - Dinastia Han: simplificação do sistema escrito e a reconfiguração do shodo como arte.

Introduzidos no Japão pelo budismo no final da Dinastia Han, essa arte passou a ser mais difundida a partir do século VI.

## Execução e Filosofia do shodō
Essa arte é produzida através da escrita com o sumi (tinta preta) e um pincel, sobre papel, utilizando caracteres japoneses ou chineses. A arte da caligrafia é considerada uma metáfora para a própria vida, assim, alternam-se pinceladas fortes com outras mais delicadas, variando o efeito conforme a velocidade, a cor da tinta, a pressão sobre o papel, o intervalo entre traços e o próprio material utilizado.
Não há retoques, esboços ou correções em uma peça de shodō, pois mesmo o "borrão" ou os espaços "falhos" sobre o papel poderão ser vistos como parte de uma totalidade, desde que haja um equilíbrio natural entre os caracteres e a composição como um todo, pois é justamente na sutileza em alguns trechos e na intensidade em outros, que está localizado o sentido estético do shodō.